# Plac Dworcowy we Lwowie
Plac Dworcowy (ukr. Двірцева площа) – plac we Lwowie, u wylotu ulicy, przy którym położony jest Dworzec Główny. Stanowi on zakończenie ulicy Czerniowieckiej (dawniej: dojazdu do Dworca Głównego).  Po przyłączeniu Lwowa do ZSRR pozostawiono ukraińską nazwę Płoszcza Dwircewa, mimo  że w literackim j. ukraińskim nie ma słowa dworzec na oznaczenie dworca kolejowego.
Przy placu znajduje się dworzec autobusowy nr 8, z którego autobusy kursują w stronę Mościsk, Gródka Jagiellońskiego, Stryja, Truskawca i Sambora. Są tam także przystanki marszrutek miejskich.